# Bataille de La Bruffière
Guerre de Vendée
Batailles
La bataille de La Bruffière a lieu les 3 et 4 janvier 1796 lors de la deuxième guerre de Vendée.

## Prélude
En décembre 1795, le général vendéen François Athanase Charette de La Contrie est en difficulté face aux colonnes républicaines de Lazare Hoche. Le 25 décembre, il est signalé au bois des Gâts, près de Dompierre-sur-Yon. Le 28, il est surpris par Travot à La Roulière, près du Poiré-sur-Vie, et ses troupes prennent la fuite presque sans combattre en abandonnant derrière elles un convoi de pain.
Au début du mois de janvier 1796, Charette décide alors de mener une expédition en direction de l'Anjou afin de pousser son rival, Jean-Nicolas Stofflet, à le rejoindre dans la guerre. Le 2 janvier, il tente de passer discrètement entre Vieillevigne et Montaigu, mais il est repéré et doit s'enfuir vers le château de La Preuille, à Saint-Hilaire-de-Loulay. Il s'arrête ensuite à La Bruffière, où ses troupes passent la nuit du 2 au 3 janvier. L'officier vendéen Pierre-Suzanne Lucas de La Championnière écrit dans ses mémoires : « Nous trouvâmes à La Bruffière des maisons non incendiées, des ménages rétablis et des denrées de toutes espèces dont nous manquions absolument ; nous crûmes être sur une terre paisible et nous nous livrâmes avec la plus grande sécurité aux douceurs du repos ».

## Forces en présence
Les forces en présence ne sont pas connues avec exactitude. D'après l'auteur royaliste René Bittard des Portes, Charette a 500 hommes lors de ce combat. Les administrateurs républicains des Sables-d'Olonne signalent quant à eux que le général vendéen a rassemblé 5 000 hommes à Saligny le 7 décembre.
Du côté des républicains, Le Bouvier-Desmortiers fait état de deux colonnes, dont une sortie de Legé, commandées par Travot. Lucas de La Championnière fait quant à lui mention de trois colonnes. L'historien Lionel Dumarcet évoque 150 hommes sortis de Vieillevigne le 3 janvier, et 1 500 hommes commandés par le général Pierre Raphaël Paillot de Beauregard à Tiffauges le 4 janvier.

## Déroulement
Les républicains mènent l'attaque en pleine nuit et surprennent totalement les Vendéens qui prennent la fuite,. Ils se rallient à Tiffauges, à environ 5 kilomètres à l'est, mais ils y sont attaqués le 4 janvier au matin par une nouvelle colonne commandée par le général Beauregard. Cet assaut provoque une nouvelle débandade parmi les forces de Charette qui s'enfuient en direction de Belleville. D'après Lucas de La Championnière : « Jamais déroute n'avais été plus complète ». Charette s'installe alors de nouveau à Montorgueil, au Poiré-sur-Vie.

## Pertes
L'adjudant-général Willot avance que Charette a perdu 200 hommes d'infanterie et 40 hommes de cavalerie et que 12 Vendéens ont été faits prisonniers, dont un chef de division,. 

## Conséquences
Après cette déroute, Charette est abandonné par la plupart de ses hommes. Le 4 janvier, l'adjudant-général Willot écrit que « sa garde rouge à cheval est réduite à 7 hommes »,. Le 7, il affirme à Hoche, qu'il ne conserve plus qu'avec lui que « 50 fidèles »,. Lucas de La Championnière indique quant à lui dans ses mémoires : « Le découragement occasionné par tant de défaites, les divisions qui s'élevèrent entre le chef et les officiers, et entre ceux-ci et les émigrés, les soupçons formés sur ceux dont les intentions étaient les plus pures, les proscriptions dont ils furent menacés, la paix individuelle offerte par les républicains à bon marché, hâtèrent encore la destruction totale de l'armée. Toutes les paroisses avaient fait leur soumission, un petit nombre d'officiers, de cavaliers et de déserteurs suivaient encore le Général ».